# Lądowisko Koszalin-Zegrze Pomorskie
Lądowisko Koszalin-Zegrze Pomorskie – zlikwidowane lądowisko w Zegrzu Pomorskim, położone w gminie Świeszyno, w województwie zachodniopomorskim, ok. 23 km na południe od Koszalina. Należało do Stowarzyszenia Gmin i Powiatów Pomorza Środkowego, a użytkowane było przez Aeroklub Koszaliński. Lądowisko powstało w 2012 r. na terenie byłego lotniska wojskowego Koszalin-Zegrze Pomorskie.
Do wczesnych lat 90 XX w. funkcjonowało jako port cywilny (kod IATA: OSZ, kod ICAO: EPKZ, dawniej EPKO).
Dysponuje betonową drogą startową o długości 2500 m.
W związku z przejęciem terenu lądowiska przez Wojska Lądowe, w 2020 r. przestało istnieć.

## Historia
Po II wojnie światowej funkcjonowało jako lotnisko wojskowe. W okresie od 1965 do 1991 dodatkowo obsługiwało regularny ruch pasażerski i czarterowy związany z turystyką nadmorską. W 1979 r. obsłużyło 85 853 pasażerów, a w latach 1986–1991 przeciętnie 50–55 tys. pasażerów na rok. W ostatnich latach PRL podjęto budowę nowego terminala pasażerskiego, jednak zaniechano ją po zmianie ustroju politycznego. W 1990 r. LOT zawiesił komunikację pasażerską. W 1991 r. na lotnisku odbyły się uroczyste powitanie papieża Jana Pawła II, który w tym miejscu rozpoczął czwartą pielgrzymkę do Polski, oraz nabożeństwo z udziałem Jana Pawła II dla polskich żołnierzy.
W 1991 r. lotnisko powróciło do funkcji lotniska wojskowego, do momentu rozformowania stacjonującej tu jednostki wojskowej w 2002 roku. Lotnisko cywilne zostało zamknięte w 1991 r. dla ruchu rejsowego i czarterowego.
W jednostce wojskowej lotniska stacjonował od 1953 r. 26 Pułk Lotnictwa Myśliwskiego, który w 1989 r. przemianowano na 9 Pułk Lotnictwa Myśliwskiego. Przy jego rozformowaniu w 2001 r. w Zegrzu Pomorskim utworzono 24 Bazę Lotniczą, którą rozformowano 27 listopada 2002 r. Od 2004 lotnisko było użytkowane przez Aeroklub Koszaliński, któremu powierzono powojskowe hangary do przechowywania samolotów i szybowców, prowadzenie operacji lotniczych i szerzenie zainteresowania lotniskiem wśród społeczności i ewentualnie pilotów z zagranicy.
W grudniu 2004 r. Rada Miejska w Koszalinie wyraziła poparcie dla ponownego uruchomienia lotniska cywilnego w Zegrzu Pomorskim, jako istotnego czynnika rozwoju Koszalina. W 2009 roku lotnisko obsłużyło ok. 19 tys. pasażerów lotnictwa ogólnego.
Od 2004 r. do 2020 r. Stowarzyszenie Gmin i Powiatów Pomorza Środkowego dzierżawiło od Agencji Mienia Wojskowego większość nieruchomości lotniska o powierzchni ok. 297 ha, na której położone są najważniejsze elementy infrastruktury lotniskowej: betonowy pas startowy o długości 2500 m i szerokości 60 m, droga kołowania i pole wzlotów, wieża kontrolna lotów, miejsca postojowe samolotów. SGiPPŚ udostępniało teren Aeroklubowi Koszalińskiemu, który dbał o utrzymanie infrastruktury lotniska w dobrym stanie.

## Próby reaktywacji lotniska
Reaktywacja lotniska cywilnego pod Zegrzem Pomorskim została ujęta w Regionalnym Programie Operacyjnym Województwa Zachodniopomorskiego 2007–2013 jako jedna z kluczowych inwestycji Indykatywnego Planu Inwestycyjnego na kwotę 18 mln euro. Samorząd województwa w 2011 r. podzielił projekt ponownego uruchomienia na etapy, z uwagi na stopień komplikacji oraz koszty przedsięwzięcia. W okresie 2007–2013 miał być zrealizowany pierwszy etap, który zakładał przystosowanie istniejącego powojskowego lotniska do standardu całodobowego lądowiska dla nieregularnego ruchu cywilnego. Miał być bazą wyjściową do uruchomienia portu lotniczego z końcem 2020 r. Zgodnie z oświadczeniem Komisji Europejskiej o zaprzestaniu dofinansowania lądowisk regionalnych, Marszałek Województwa Zachodniopomorskiego cofnął dofinansowanie na budowę lotniska (na inwestycję „zamrożone” było 9 mln euro z funduszy unijnych), a tym samym przekreśliło szansę na uruchomienie portu lotniczego Koszalin-Zegrze Pomorskie.